# TT263
La tombe thébaine TT 263 est située à Cheikh Abd el-Gournah, dans la nécropole thébaine, sur la rive ouest du Nil, face à Louxor en Égypte.
C'est la tombe d'un dénommé Piay, scribe du grenier dans le domaine d'Amon, scribe des comptes dans le Ramesséum, qui vivait sous le règne de Ramsès II (XIXe dynastie).